# ヤヌス門
ヤヌス門（ラテン語: Ianus Quadrifrons，イタリア語: Arco di Giano）は、イタリアローマのフォルム・ボアリウムとVelabrumの境界付近にある古代ローマ時代の凱旋門。下水管渠クロアカ・マクシマの直上に建てられている。

## 概要
4方向に通路がある「四面門」形式で、4世紀初頭のコンスタンティヌス1世もしくはコンスタンティウス2世の治世下において、既存の建物の建材を集め再利用されて造られた。ヤヌス門という名称はルネサンス期以降に付けられた呼び方と考えられており、四面頭のヤヌス神（Ianus Quadrifons）から名付けられたといわれる。
門は底面が12m×12mで、高さが16mである。通路部分のアーチは、それぞれ幅5.7m×高さ10.6mである。柱部分の壁龕（ニッチ）は2段に設けされており、片面に12か所、門全体で48か所である（うち、16か所は未完成状態）。
なお、フォルム・ロマヌム内にある、“戦時に扉が開かれる門”のあるヤヌス神殿とは別のものである。